# Arzay
Arzay är en kommun i departementet Isère i regionen Auvergne-Rhône-Alpes i sydöstra Frankrike. Kommunen ligger i kantonen La Côte-Saint-André som tillhör arrondissementet Vienne. År 2018 hade Arzay 227 invånare.

## Befolkningsutveckling
Antalet invånare i kommunen Arzay
Referens:INSEE